# 犁鼻器

蛇犁鼻器的位置

犁鼻器（vomeronasal organ，VNO）又稱鋤鼻器、雅各布森氏器（Jacobson's organ ），是四足动物特有的一种化学感受器，為嗅覺附属器官，一般在位於犁骨和鼻骨之間，故而得名。
人类的犁鼻器只存在于胎儿和新生儿中，是鼻中隔前部末端两侧基部外胚层下陷形成的一对管状结构，开口于鼻腔或鼻腭管。其黏膜与嗅部黏膜相似，有神经分布。出生后退化为一盲管，开口于鼻腭圆枕后上方。
在某些哺乳动物和低等脊椎动物则有重要嗅觉功能，為鼻囊向内侧凸出的盲囊，与口腔相通，其上皮具有感觉细胞。
犁鼻器是由菲德里·勒伊斯率先發現，其後在1813年，路德威·雅各布森也发现了這一器官。
如同其他嗅覺系統，化學分子藉由與G-蛋白受器結合而產生訊息。犁鼻器的神經元受器可分為三類：V1R，V2R及FPR。每種受器都是獨有的，種類相當多，但都是從主要嗅覺系統衍生而來。
根據廣泛研究，很多動物都有犁鼻器，大量研究亦顯示犁鼻器對繁殖與社交行為至為重要，但人類犁鼻器的功能尚有爭議，大部分研究認為人類的犁鼻器在胎儿发育过程中產生回退現象（退化）。因為許多跟犁鼻器有關的基因在動物中有作用；但在人類的卻沒有作用。雖然人類的犁鼻器中有一些化學訊息溝通的功能，但不代表犁鼻器具有與其他動物一樣的作用。

## 历史
1703年荷兰医生Frederik Ruysch为一个脸部受伤的士兵治疗时发现这个器官。
1811年丹麦解剖学家Ludwig Levin Jacobson第一次描述了它的解剖结构。几乎同时，法国自然学者乔治·居维叶发表论文。（值得提出的是：Ludwig Levin Jacobso 是居维叶的学生）。
瑞士物理及解剖学家阿尔伯特·冯·科立克于1877年在德国维尔茨堡发表了一篇专著 《关于人类的犁鼻器器官》，他是第一次提供关于犁鼻器器官人类胚胎和成年个体的组织学证明的。
1950年推出Pheromone（费洛蒙）这个概念，一种令另一动物通过嗅觉系统达到特定响应的分泌物。

## 構造
在胚胎發展初期，犁鼻器從神經板前端的鼻基板逐漸生成。犁鼻器是一種化學受器，位於鼻腔內，為一對盲囊，並由軟骨組織支撐著。屬於一種管狀構造，由鼻中膈成兩支成一對。算是輔助嗅覺系統的第一站，因為化學刺激訊號經由嗅球傳遞之後便到此，然後傳送到杏仁核與終紋床核，由下視丘負責整合。

## 功能
證據顯示哺乳類的犁鼻器也可藉由感覺神經元感受不揮發物質的味道，這些不揮發物質直接與神經元接觸而接受到氣味，這些不揮發物質當中有一些是費洛蒙（費洛蒙是一種在同種生物間傳遞的化學訊息）。不像嗅球將神經訊息傳至嗅覺皮質，犁鼻器將神經訊息傳至嗅球然後傳送，然後傳送到杏仁核與終紋床核，由下丘脑負責整合。由於下丘脑是主要神經內分泌中心，這也許可以解釋侵略行為與交配行為，例如很多脊椎動物的腦部感覺訊息經過下丘脑可以偵測季節的改變並判斷是否適合交配。之後下丘脑便會分泌生殖激素來加強養育，因此整體而言與嗅覺系統和費洛蒙的關聯性相當高。

## 感覺上皮細胞與受器
犁鼻器是成對而被包覆在鼻子上皮細胞中的管狀構造，開口於口腔頂壁，犁鼻器整體位於鼻腔底部，當其搏動時，會使鼻壁上的液體流過犁鼻器的化學受器，進而產生訊號。訊號經傳遞會到嗅球，再上傳到腦部引發性或直覺型的行為的區域。

## 動物行為

### 行為研究
Kudjakova等人對非純血統鼠作了一些試探性的實驗，這些實驗室切除非純血統鼠的犁鼻器。實驗結果顯示，沒有犁鼻器的非純血統鼠與對照組有明顯差異，這些非純血統鼠的社交能力較弱，同時造成了物種與物種之間接觸的頻率。
另一個由Beauchamp等人所做的研究調查了公天竺鼠的社會行為。實驗將其中一半的天竺鼠切除犁鼻器；另一半則保留左半邊的犁鼻器。結果顯示，犁鼻器是公天竺鼠用來偵測異性氣味的必要器官，但實驗也發現完全切除犁鼻器的公天竺鼠仍可以使用其他嗅覺系統來與異性天竺鼠作互動。
這些動物行為相關的研究顯示犁鼻器是動物每天活動聯絡同種動物的重要器官，尤其是繁殖與社會互動。

### 人類以外的動物
具有功能的犁鼻器出現在許多動物之中，包含所有的蛇類、蜥蜴，也包含許多哺乳類，例如鼠、大鼠、象、牛、狗、貓、山羊、豬。
除此之外，蠑螈具有敲鼻子的行為，應用此種方法加強犁鼻器的功能。蛇則使用犁鼻器來捕捉獵物，他們的犁鼻器位於口腔內的上顎部份, 以分叉舌頭在空氣中收集氣味分子再送回犁鼻器。象使用嘴上方的執握器（有時候被稱做指頭），內含犁鼻器，可以接收化學分子的刺激。錦龜使用犁鼻器來聞水底下的東西。家貓使用犁鼻器聞到他們喜歡的氣味時會“扮鬼臉”，該行為稱為裂唇嗅反應。

### 人類
專家曾進行大量研究以確定在成年人中犁鼻器是否確實存在。D. 特罗捷（D. Trotier）等人估計他們實驗對象中約92%的人至少擁有一個完整的犁鼻器，而這些實驗對象是從未接受過鼻中隔彎曲矯正手術（septal surgery）的。相反，克亞爾（Kjaer）與費雪（Fisher）指出胎兒發育時犁鼻器會消失，這現在也出現於靈長類動物身上。但是，史密斯（Smith）與巴特纳格尔（Bhatnagar）於2000年斷言克亞爾和費雪完全忽略了可在較成熟胎兒中找到犁鼻器這一事實。除此之外，因為科學家大都直接觀察犁鼻器這個器官，而未一一分析這些細胞是否為管狀上皮細胞，所以可能未發現犁鼻器或誤認犁鼻器。根據約翰尼．沃恩（Johnny Won）的證據，他在22具屍體中的其中13具屍體裏找到犁鼻器，佔總數59.1%，而他的78位病人中則有22位擁有犁鼻器，佔總數的28.2%。基於這些研究結果，一些科學家曾認為成年人是擁有犁鼻器的。但是使用了最新的微解剖技術並未發現犁鼻器具有像其他動物那麼強大的功能。

## 延伸閱讀
- Døving KB, Trotier D; Trotier. . The Journal of Experimental Biology. November 1998, 201 (Pt 21): 2913–25  [2017-11-14]. PMID 9866877. （原始内容存档于2019-09-25）.
- Silvotti L, Moiani A, Gatti R, Tirindelli R; Moiani; Gatti; Tirindelli. . Journal of Neurochemistry. December 2007, 103 (5): 1753–63. PMID 17854397. doi:10.1111/j.1471-4159.2007.04877.x.
- Keverne EB. . Science. October 1999, 286 (5440): 716–20. PMID 10531049. doi:10.1126/science.286.5440.716.
- Meredith M. . Chemical Senses. May 2001, 26 (4): 433–45. PMID 11369678. doi:10.1093/chemse/26.4.433.
- Evans CS. . American Journal of Primatology. June 2006, 68 (6): 525–44. PMID 16715503. doi:10.1002/ajp.20250.
- Wekesa KS, Anholt RR; Anholt. . Endocrinology. August 1997, 138 (8): 3497–504. PMID 9231804. doi:10.1210/en.138.8.3497.
- Monti-Bloch L, Jennings-White C, Berliner DL; Jennings-White; Berliner. . Annals of the New York Academy of Sciences. November 1998, 855: 373–89. Bibcode:1998NYASA.855..373M. PMID 9929629. doi:10.1111/j.1749-6632.1998.tb10595.x.

## 外部連接
- Статья о вомероназальном органе и его роли в формировании поведения человека（俄文）
- Секретный орган чувств в носу человека（俄文）
- Статья о роли вомероназального органа в поведении у собак （页面存档备份，存于）（俄文）